# Osvald Moberg
Osvald Moberg (14 settembre 1888 – 22 dicembre 1933) è stato un ginnasta svedese.

## Palmarès

### Olimpiadi
- Oro a Londra 1908 nel concorso a squadre.